# عریر (روستا)
 عریر  به عربی ( العَریر )، روستایی است در دهستان وحج از توابع استان جَوف در کشور یمن در شبه جزیره عربستان.

## جمعیت
جمعیت آن ( ۹۵) نفر (۱۱ خانوار) می‌باشد.